# Vic Juris
Vic Juris, pseudonimo di Victor Edward Jurusz Jr (Jersey City, 26 settembre 1953 – Livingston, 31 dicembre 2019), è stato un musicista e chitarrista statunitense.

## Biografia
Nato a Jersey City, nel New Jersey, nei primi anni della sua vita si trasferisce con la famiglia a Parsippany dove, nel 1963, all'età di 10 anni, si avvia allo studio della chitarra.
Eccettuata qualche lezione dal chitarrista Ed Berg, impara a suonare da autodidatta, interessandosi al jazz e ascoltando Django Reinhardt, Jim Hall, Barney Kessel, Jimmy Raney e Johnny Smith.
Durante l'adolescenza si appassiona alla musica rock degli anni '60, e i dischi che influenzano maggiormente il suo stile musicale sono Rubber Soul dei Beatles, The Dynamic Duo di Wes Montgomery e Jimmy Smith, Lady Coryell di Larry Coryell, e Are You Experienced di Jimi Hendrix.
All'età di 19 anni, incontra il sassofonista ceco Eric Kloss con il quale, nel 1975, registra l'album Bodies' Warmth.
Più o meno nello stesso periodo, conosce il chitarrista Pat Martino, che diviene suo amico e mentore.
Tra il 1976 e il 1978 registra alcuni album con Richie Cole e, nel 1978, pubblica Roadsong, l'album che segna il suo debutto come leader.
All'inizio degli anni '80, passa alla chitarra acustica in duo con Larry Coryell e Biréli Lagrène, e alla fine degli anni '80 si unisce alla band di Gary Peacock.
Dal 1991 ha trascorso gran parte della sua carriera con il sassofonista David Liebman.
Come sideman ha suonato con Lee Konitz, Peggy Stern, Benny Waters, Jeanie Bryson, Gary Peacock, Steve LaSpina, Judi Silvano, Ken Serio e Joe Locke.
Nel 2003, insieme al chitarrista italiano Giuseppe Continenza, conosciuto grazie al comune amico Joe Diorio, ha inciso l'album Journey per la teutonica Jardis Records e l'album Seven Steps To Heaven per l'italiana Wide Sound.
Ha insegnato alla New School for Jazz and Contemporary Music, alla Lehigh University e alla Rutgers University, e ha scritto libri didattici per chitarra.

## Discografia

### Come leader
- 1978 - Roadsong (Muse)
- 1980 - Horizon Drive (Muse)
- 1982 - Bleecker Street (Muse)
- 1988 - Bohemia con John Etheridge (Jazzpoint)
- 1992 - For the Music (Jazzpoint)
- 1995 - Night Tripper (SteepleChase)
- 1996 - Music of Alec Wilder (Double-Time)
- 1996 - Pastels (SteepleChase)
- 1997 - Moonscape (SteepleChase)
- 1999 - Remembering Eric Dolphy (SteepleChase)
- 2000 - Songbook (SteepleChase)
- 2002 - Songbook 2 (SteepleChase)
- 2003 - Journey con Giuseppe Continenza (Jardis Records)
- 2003 - Seven Steps To Heaven con Giuseppe Continenza, Dominique Di Piazza e Pietro Iodice (Wide Sound)
- 2004 - While My Guitar Gently Weeps (SteepleChase)
- 2004 - Blue Horizon (Zoho)
- 2005 - A Second Look (Mel Bay)
- 2006 - Jazz Hits Vol. 1 con MB3 (Mel Bay)
- 2010 - Omega Is the Alpha (SteepleChase)
- 2011 - Listen Here (SteepleChase)
- 2012 - Free Admission (SteepleChase)
- 2014 - Walking On Water (SteepleChase)
- 2015 - Blue (SteepleChase)
- 2016 - Vic Juris Plays Victor Young (SteepleChase)
- 2018 - Eye Contact (SteepleChase)
- 2020 - Let's Cool One (SteepleChase)

### Come sideman
Con Richie Cole
- 1977 - New York Afternoon (Muse)
- 1978 - Alto Madness (Muse)
- 1979 - Keeper of the Flame (Muse)
- 1987 - Pure Imagination (Concord Jazz)
- 1988 - Signature (Milestone)
- 1995 - Kush (Heads Up)
- 1996 - West Side Story (Venus)
- 1999 - Trenton Style (Alto Madness Music)

Con Biréli Lagrène
- 1985 - Live (Jazzpoint)
- 1993 - Live at Carnegie Hall (Jazzpoint)
- 1999 - A Tribute to Django Reinhardt (Jazzpoint)

Con Steve LaSpina
- 1995 - When I'm Alone (SteepleChase)
- 1996 - Story Time (SteepleChase)
- 1997 - When Children Smile (SteepleChase)
- 2000 - The Bounce (SteepleChase)
- 2003 - Remember When (SteepleChase)

Con Dave Liebman
- 1991 - Classic Ballads (Candid)
- 1992 - Turn It Around (Owl)
- 1995 - Miles Away (Owl)
- 1995 - Songs for My Daughter (Soul Note)
- 1996 - Voyage (Evidence)
- 1997 - John Coltrane's Meditations (Arkadia Jazz)
- 1997 - New Vista (Arkadia Jazz)
- 2001 - Liebman Plays Puccini (Arkadia Jazz)
- 2001 - The Unknown Jobim (Global Music Network)
- 2003 - Beyond the Line (OmniTone)
- 2003 - Conversation (Sunnyside)
- 2004 - In a Mellow Tone (Zoho)
- 2006 - Back On the Corner (Tone Center)
- 2007 - Blues All Ways (OmniTone)
- 2008 - Further Conversations (Azul Music)
- 2009 - Live at MCG (MCG)
- 2010 - Live/As Always (Mama)
- 2010 - Turnaround (Jazzwerkstatt)
- 2013 - Lineage (Whaling City Sound)

Con altri
- 1975 - Eric Kloss, Bodies' Warmth (Muse)
- 1977 - Barry Miles, Sky Train (RCA Victor)
- 1977 - Don Patterson, Movin' Up! (Muse)
- 1978 - Barry Miles, Fusion Is... (Century)
- 1980 - Mel Torme, A New Album (Gryphon)
- 1982 - Bill Goodwin, Network (Omnisound)
- 1987 - Brian Torff, Hitchhiker of Karoo (Quade)
- 1990 - David Amram, Live at Musikfest! (New Chamber Music)
- 1990 - Mel Torme, The London Sessions (DCC)
- 1992 - Jamie Baum, Undercurrents (Konnex)
- 1992 - Lee Konitz & Peggy Stern, Lunasea (Soul Note)
- 1993 - Benny Waters, Plays Songs of Love (Jazzpoint)
- 1993 - Jeanie Bryson, I Love Being Here with You (Telarc)
- 1994 - Bill Goodwin, Three Is a Crowd (TCB)
- 1994 - Jeanie Bryson, Tonight I Need You So (Telarc)
- 1995 - David Amram, On the Waterfront On Broadway (Varese Sarabande)
- 1995 - Jack Kerouac & David Amram, Pull My Daisy...and Other Jazz Classics (Premier)
- 1996 - Roseanna Vitro, Passion Dance (Telarc)
- 1997 - Judi Silvano, Vocalise (Blue Note)
- 1998 - Charlie Mariano, Savannah Samurai (Jazzline)
- 1998 - Joe Locke, Slander and Other Love Songs (Milestone)
- 1999 - Jack Kerouac, Jack Kerouac Reads On the Road (Rykodisc)
- 2000 - Judi Silvano, Songs I Wrote or Wish I Did (JSL)
- 2001 - Marc Copland & Vic Juris, Double Play (SteepleChase)
- 2004 - Giacomo Gates, Centerpiece (Origin)
- 2006 - Loren Stillman, The Brothers' Breakfast (SteepleChase)
- 2008 - Deepak Ram, Steps Golden Horn (GHP)
- 2011 - Tim Hagans, The Moon Is Waiting (Palmetto)
- 2013 - Rufus Reid, Quiet Pride (Motema)
- 2013 - Stanley Cowell, Welcome to This New World (SteepleChase)
- 2015 - Phil Woods, Songs Two (Philology)
- 2017 - Frank Catalano & Jimmy Chamberlin, Tokyo No. 9 (Ropeadope)